# Epiactis prolifera
Epiactis prolifera là một loài động vật không xương sống thuộc họ Actiniidae sinh sống ở đại dương. Loài này được tìm thấy ở phía đông Thái Bình Dương và được cho là độc đáo trong số các động vật do tất cả các cá thể đều bắt đầu cuộc sống với giới tính con cái nhưng sau một thời gian chúng lại phát triển tinh hoàn để trở thành lưỡng tính